# Tadeusz Ślusarski
Tadeusz Ślusarski (né le 19 mai 1950 à Żary, mort le 17 août 1998 sur la route E65 près d'Ostromice), est un athlète polonais, spécialiste du saut à la perche.
Il est sacré champion olympique aux Jeux olympiques d'été de 1976 puis vice-champion derrière son compatriote Władysław Kozakiewicz quatre ans plus tard.
Il est décédé en 1998 dans un accident de voiture au côté d'un autre champion olympique Władysław Komar alors qu'ils rentraient d'une manifestation sportive.

## Palmarès

### Jeux olympiques d'été
- Jeux olympiques d'été de 1976 à Montréal ( Canada)
  -  Médaille d'or au saut à la perche.
- Jeux olympiques d'été de 1980 à Moscou ( Union soviétique)
  -  Médaille d'argent au saut à la perche.